# ميراي كسار
ميراي كسار. (1963) فنانه ولدت في لبنان عملت وعاشت في باريس وبيروت.
ولدت في زحله وتعود جذور عائلتها الي الموصل (تتبع العراق حاليا) وماردين (تتبع تركيا حاليا). تلقت ميراي تعليمها في المدرسة الوطنية العليا للفنون الجميله بفرنسا و السوربون. وهي عضوة في مدرسة الفنون التشكيلية في جامعة السوربون.
تعمل الكسار في مجال الافلام، والصوت، والتصوير والرسم، فضلا عن الفنون التنصيبيه. وقد قدمت عرضا في مؤسسه خوان ميرو، في جامعة غرب باريس نانتير لاديفونس في هافانا بينالي، في كوبنهاغن وفي تورونتو. تعرض أعمالها في مجموعات المتحف البريطاني ومركز جورج بومبيدو وضمن مجموعات خاصة مثل مجموعة مونتاناري في بولونيا ومجموعة تشين في لندن.
عرض فيلمها القصير بعنوان  أطفال أوزاي,مكافحه النرجسيه  في مهرجان برلين السينمائي الدولي، وقد قام مركز جورج بومبيدو باقتناءة.

## روابط خارجية
- ميراي كسار على موقع IMDb (الإنجليزية)